# Eurotrochilus
Eurotrochilus – rodzaj kolibrów żyjących we wczesnym oligocenie na terenach Europy. Ich szczątki odkryto w Niemczech, Polsce i Francji. Podobnie jak współczesne kolibry potrafiły zawisać w powietrzu i żywiły się nektarem.

## Historia odkryć
Został nazwany przez niemieckiego paleontologa Geralda Mayra, który w 2004 roku opisał gatunek typowy rodzaju – Eurotrochilus inexpectatus. Mayr do tego gatunku przypisał dwa okazy – holotyp SMNS 80739/4 oraz niekompletny szkielet oznaczony numerem katalogowym SMNS 80739/3a+b. Są to pierwsze skamieniałości kolibra opisane z terenów Europy. Obie pochodzą z osadów datowanych na rupel, około 32 mln lat, z okolic Wiesloch w Badenii-Wirtembergii. Nazwa rodzajowa Eurotrochilus pochodzi od Europy oraz rodzaju Trochilus, będącego rodzajem typowym rodziny kolibrów (Trochilidae), zaś gatunkowa inexpectatus, oznaczająca po łacinie „nieoczekiwany”, odnosi się do niespodziewanej obecności kolibrów przypominających współczesne na terenie Europy. W 2007 roku Mayr opisał kolejne okazy Eurotrochilus inexpectatus odnalezione w tej samej lokalizacji – w tym nieznany wcześniej fragment holotypu. Również w 2007 roku opisano niemal kompletny szkielet wczesnego kolibra z zachowanymi odciskami piór (NT-LBR-040), pochodzący z południowo-wschodniej Francji. Antoine Louchart i współpracownicy przypisali tę skamieniałość do rodzaju Eurotrochilus, jednak ze względu na niewielkie różnice pomiędzy okazem francuskim a niemieckimi nie zaklasyfikowali jej do żadnego konkretnego gatunku w obrębie tego rodzaju. Kolejne pozostałości Eurotrochilus odkryto w osadach fliszu karpackiego, na wschód od Jasła. Wraz z nimi odnaleziono trzy szkielety innych ptaków oraz pojedyncze pióra. Skamieniałości te zostały rozpoznane przez Zygmunta Bocheńskiego pomiędzy 1989 i 1996 jako należące do ptaków wróblowych, jednak szczątków kolibra nie zidentyfikowano do 2007 roku. Ostatecznie w 2008 roku Zygmunt i Zbigniew Bocheńscy opisali je jako nowy gatunek z rodzaju Eurotrochilus – E. noniewiczi. Nazwa gatunkowa honoruje Edwarda Noniewicza, który odnalazł skamieniałość. W 2010 roku Mayr i Micklich opisali kości skrzydeł i obręczy barkowej E. inexpectatus odkryte w morskich osadach w gliniance Frauenweiler niedaleko Wiesloch, w pobliżu odnaleziono również szczątki płaskodziobka z rodzaju Palaeotodus. Guzek nadgarstka tego okazu jest bardzo duży – co jest kolejną synapomorfią łączącą Eurotrochilus ze współczesnymi kolibrami – lecz mniejszy niż u współczesnych Trochilidae. Wszystkie odkryte dotąd pozostałości kolibrów Eurotrochilus pochodzą z osadów o podobnym wieku – okazy niemieckie szacuje się na 32 i 31 mln lat, polski na 31 mln lat, a francuski na 34–28 mln lat.

## Morfologia i paleobiologia
Gatunki z rodzaju Eurotrochilus są jednymi z najmniejszych kopalnych ptaków – osiągały rozmiary zbliżone do współczesnego pustelnika rdzawogardłego (Glaucis hirsuta), znacznie mniejsze niż jakikolwiek żyjący obecnie przedstawiciel jerzykowatych (Apodidae), będących najbliższymi krewnymi kolibrów. Mimo pewnych prymitywnych cech osteologicznych Eurotrochilus ogólnym kształtem ciała, dzioba oraz proporcjami kończyn, ogona i piór skrzydeł bardzo przypominały kolibry z podrodziny Trochilinae. Pomimo dużego podobieństwa do współczesnych gatunków, z żadnym z nich nie są szczególnie blisko spokrewnione. Eurotrochilus są najstarszymi znanymi ptakami żywiącymi się nektarem, potrafiły także zawisać w powietrzu, podobnie jak współczesne kolibry. Dziób był stosunkowo krótki w porównaniu do żyjących obecnie przedstawicieli Trochilidae, u których może on osiągać długość kilkakrotnie większą niż długość czaszki – u Eurotrochilus noniewiczi jest on jednak krótszy niż mierząca około 34 mm długości czaszka. Odkrycie odżywiających się nektarem Eurotrochilus sugeruje, iż koewolucja ptaków i roślin rozpoczęła się nie później niż we wczesnym oligocenie.